# Karol Sienkiewicz
Karol Kazimierz Sienkiewicz, ps. i krypt.: Exilé de Pologne; K.; K. S.; Karol z Kalinówki; S.; YY (ur. 20 stycznia 1793 w Kalinówce, zm. 7 lutego 1860 w Paryżu) – polski poeta, tłumacz, historyk, wydawca, publicysta, działacz społeczno-polityczny i współtwórca Biblioteki Polskiej w Paryżu.

## Życiorys
Urodził się na Ukrainie jako syn Antoniego herbu Sieniuta, komornika taraszczańskiego, i Józefy z Taniszewskich. Kształcił się początkowo u księży bazylianów w Humaniu, a następnie w Winnicy (szkoła podwydziałowa) oraz Krzemieńcu (Liceum Wołyńskie) w latach 1810–1812. W tym okresie był prezesem Towarzystwa Młodzianów Gimnazjum Wołyńskiego Kształcących się w Porządnym Mówieniu i Pisaniu. Po stosunkowo krótkiej praktyce u rejenta Chodykiewicza (Kijów), powrócił do Krzemieńca. Tam, przez 3 lata (1813–1816) pełnił funkcję sekretarza osobistego Filipa Platera (ówczesny wizytator szkół guberni wołyńskiej, podolskiej i kijowskiej). Uczestniczył w zebraniach literackich (organizowanych u Platera), należał do Klubu Piśmienniczego wraz z Tymonem Zaborowskim i Teodozym Sierocińskim. W tym okresie (1816) dostał się pod opiekę księcia Adama Jerzego Czartoryskiego, który wysłał go na studia zagraniczne. Wówczas to (1817–1818) przebywał w towarzystwie synów Zamoyskiego kolejno w Szwajcarii, Włoszech i Niemczech. Przygotowywał się w ten sposób, na prośbę A. J. Czartoryskiego, do pełnienia funkcji guwernera brata księcia, Adama Czartoryskiego. W styczniu 1819 wrócił do kraju, gdzie pomagał Łukaszowi Gołębiowskiemu w porządkowaniu zbiorów bibliotecznych Czartoryskich (Puławy, Sieniawa). 13 października 1819 wyjechał na koszt i polecenie Czartoryskiego w podróż zagraniczną przez Niemcy, Szwajcarię do Włoch, stamtąd do Francji (Paryż: 1 stycznia – 22 czerwca 1820), a następnie odwiedził Wielką Brytanię (Londyn i Edynburg). Celem tego wyjazdu było uzupełnienie księgozbioru Czartoryskich, a przy okazji podwyższenie kwalifikacji bibliotekarskich oraz studia ekonomiczne. W latach 1819–1822 studiował bibliotekarstwo w Paryżu. W styczniu 1822 przez Francję, Szwajcarię i Niemcy (m. in. Drezno, Lipsk i Wrocław) powrócił do Puław, gdzie został prywatnym sekretarzem Czartoryskiego. Na przełomie roku 1822/1823 otrzymał stanowisko kierownika Biblioteki Czartoryskich w Puławach. Wkrótce poślubił w Lublinie Świętosławę Borzęcką. W 1830 roku wstąpił do Gwardii Narodowej. Po upadku powstania listopadowego wraz z księciem Czartoryskim wyemigrował do Francji, gdzie związał się z obozem Hotelu Lambert.

## Twórczość
Od lat młodzieńczych zajmował się poezją, tłumaczył też dzieła klasyczne. Redaktor Kroniki Emigracji Polskiej (1836–1838), sekretarz Wydziału Historycznego Towarzystwa Historyczno-Literackiego. Zbierał i publikował materiały historyczne, pisał utwory poetyckie, z których najbardziej znane są Pisma wierszem (1888). Przełożył wiersz francuskiego poety Casimira François Delavigne z 1831 roku La Varsovienné, znany pod polskim tytułem jako Warszawianka 1831 roku. Przetłumaczył także Panią jeziora Waltera Scotta.

### Ważniejsze dzieła
1. Wiersze z lat 1811–1859, wyd. zobacz Wydania zbiorowe poz. 1, t. 2; wyd. następne (wybór) zobacz Wydania zbiorowe poz. 2; tu m.in.: Śmierć. Wiersz pamiątce Józefa Czecha, dyrektora gimnazjum krzemienieckiego poświęcony (1811); Do Dniepru (1812); Mikołaj i Małgorzata. Ballada (1812); Oda na śmierć Czackiego (1813); Pożegnanie z Krzemieńcem (1813); Oda na zgon Księcia Józefa Poniatowskiego (1814); fragm. wiersza Marzenia w ogrodzie krzemienieckim ogł. anonimowo „Ćwiczenia Nauk. Oddz. Literatury” 1818, t. 1 (pt. Ogród); Te Deum laudamus ogł. „Dziennik Powszechny Krajowy” 1831 nr 101; wiersze z ostatnich lat ogł. „Biesiada Krzemieniecka... 1859” (1861); poszczególne wiersze przedr. różne antologie i zbiory, m.in.: J. W. Gomulicki w: Księga wierszy polskich XIX w. Zebrał J. Tuwim t. 1, Warszawa 1956; P. Hertz w: Zbiór poetów polskich XIX w. księga 1, Warszawa 1959.
2. Katalog poloników w Bibliotece Królewskiej w Paryżu, powst. 1820, rękopis: Biblioteka Narodowa Lat. F. XVIII 38; zniszczony w roku 1944
3. Dziennik podróży po Anglii 1820-1821, z rękopisu Biblioteki Narodowej sygn. 5680 wydał, wstępem i komentarzem opatrzył B. Horodyski, Wrocław 1953
4. Katalog duplikatów Biblioteki Puławskiej, których licytacja ma odbyć się dnia 29 września i następnych 1829 r. w Warszawie, Puławy 1830
5. Wiadomość o dzisiejszej Grecji (Puławy 1830), podpisane krypt.: K.
6. Polska a Rosja. Wstęp: O Słowiańszczyźnie, powst. 1836, w: Skarbiec historii polskiej t. 2, Paryż 1840 (1842), s. 468–564; wyd. następne: zobacz Wydania zbiorowe poz. 1, t. 1; fragm.: Słowiańszczyzna. Wyjątek z pism śp...., Paryż 1862
7. Rozprawy historyczne i publicystyczne, „Kroniki Emigracji Polskiej” 1836-1838; wyd. następne zobacz Wydania zbiorowe poz. 1, t. 1; zawartość: Szlachta polska; Królowie w Polszcze; Dzień 3°maja; Dzień 29°listopada; Dyplomacja emigracji; Powołanie i ważność pism politycznych; Zdanie o Wschodzie; Persja; Środkowa Azja
8. Skarbiec historii polskiej. (prospekt), Paryż 1839
9. Rozprawy historyczne w: Skarbiec historii polskiej t. 1-2, Paryż 1839-1840 (1842); wyd. następne zobacz Wydania zbiorowe poz. 1, t. 1; zawartość: poz. 6, ponadto: Dzieje kościelne za Zygmunta Augusta; Bezkrólewie po śmierci Zygmunta Augusta; Poselstwo hr. D’Avaux do Polski; Dążenia partii politycznych za Stanisława Augusta; Dawne starania o restauracją monarchii w Polszcze; Kongres Wiedeński; Przedmowa do Skarbca historii polskiej; O Adamie Naruszewiczu
10. Sprawozdania i odezwy Towarzystwa Historycznego Polskiego i Biblioteki Narodowej w Paryżu, Paryż 1838-1853
11. Portée et validité des traités entre Russie et la Pologne, Paryż 1854
12. Emigracja w r. 1856, pismo pośmiertne, powst. 1856, wyd. zobacz Wydania zbiorowe poz. 1, t. 1 i osobno Paryż 1862.

Artykuły i drobne utwory Sienkiewicza ogłaszano ponadto w czasopismach: „Biesiada Krzemieniecka w Paryżu... 1858” (tu: Bibliografia krzemieniecka, 1859), „Dziennik Wileński” (tu podpisana krypt. YY recenzja książki K. Lacha Szyrmy: Anglia i Szkocja. Przypomnienie z podróży r. 1820-1824 odbytej, 1829, t. 1, s. 192–201), „Skarbiec dla Dzieci” (1830).
Według M. Danielewiczowej jest on (lub T. Sierociński?) ponadto autorem artykułu O romansach, druk anonimowy w „Ćwiczeniach Nauk. Oddz. Literatury” 1818, t. 2.

### Przekłady
1. J. Dryden: Uczta Aleksandra, czyli moc muzyki. Oda..., powst. 1814, wyd. zobacz Wydania zbiorowe poz. 1, t. 2
2. A. Piron: Metromania. Komedia, powst. 1815, fragm. zobacz Wydania zbiorowe poz. 1, t. 2
3. J.B. Racine: Z Ifigenii tragedii Rassyna aktu I, scena 2 ; „Pamiętnikarz Warszawski” t. 4 (1816), s. 323 i następne; wyd. następne zobacz Wydania zbiorowe, poz. 1, t. 2
4. J. Macpherson: Carric-Thura. Poema Osjana tłumaczone w górach szkockich 1820 (fragm.), wyd. B. Horodyski w: Dziennik podróży..., zobacz Ważniejsze dzieła poz. 3
5. W. Scott: Pani jeziora. Poema..., tłumaczone z angielskiego przez Karola z Kalinówki, cz. 1-2, powst. Edynburg 1821, wyd. Warszawa 1822; wyd. następne zobacz Wydania zbiorowe poz. 1, t. 2
6. F. R. de Chateaubriand: Trzy pieśni z powieści pana de... Przygody ostatniego Abenseraga, powst. 1822, wyd. zobacz Wydania zbiorowe poz. 1, t. 2
7. J.R. Mac-Culloch: Rozprawa M’Cullocha o początku, postępach, przedmiotach i ważności ekonomii politycznej. Przetłumaczona przez..., Warszawa 1828
8. V. Hugo: Hernani, czyli honor kastylijski. Dramat... wystawiony na teatrze francuskim d. 25 lutego 1830 r. Wytłumaczony na język polski przez S. B., Puławy 1830; współtłumacz: H. Błotnicki (krypt. B.)
9. C. Delavigne: Warszawianka (muzyka: K. Kurpiński), ogł. K.W. Wójcicki w: Pieśni ojczyste, Warszawa 1830; „Polak Sumienny” 1831 nr 31; „Kurier Warszawski” 1831 nr 116; „Złodziej Polityczny” 1831 nr 29; wyd. osobno (brak miejsca i roku wydania); wyd. następne: Paryż 1863 (tekst i nuty); zobacz Wydania zbiorowe poz. 1, t. 2; poz. 2; przekł. angielski: Chicago 1881
10. D. Urquhart: l’Angleterre, la France, la Russie et la Turquie. Ouvrage traduit de l’anglais, Paryż 1835
11. D. Urquhart: Le Portfolio ou collection de documents politiques relatifs à l’histoire contemporaine. Traduit de l’anglais t. 1-5, Paryż 1836-1837.

Ponadto tłumaczył drobne utwory lub fragmenty z: G. G. Byrona, O. Goldsmitha, T. Graya, A. Mickiewicza (Do Napoleona III. Oda), P. Ovidiusa Nasona, J. Thompsona i innych. Zobacz Wydania zbiorowe poz. 1, t. 2; poz. 2. Pierwodruk przekładu wiersza lorda Stratford de Redcliff ogłosiła „Biesiada Krzemieniecka... 1859” (1861).
W okresie krzemienieckim Sienkiewicz miał ponadto przekładać fragmenty Jerozolimy wyzwolonej T. Tassa i – wspólnie z innymi członkami Klubu Piśmienniczego – René’go F. R. de Chateaubriand (teksty niezachowane).

### Prace edytorskie i redakcyjne
1. „Skarbiec dla Dzieci”, Snopek (nr) 1-8, Puławy 1830
2. T. Zaborowski: Dumy podolskie za czasów panowania tureckiego w tej ziemi, przez... Staraniem i nakładem... z przedmową wydawcy, Puławy 1830
3. J. U. Niemcewicz: Notes sur ma captivité à Saint-Petersbourg en 1794, 1795 et 1796. Ouvrage... publié d’après le manuscrit autographe de l’auter par ordre du Comité Historique Polonais, Paryż 1843; z przedmową Sieniewicza
4. „Kronika Emigracjii Polskiej” t. 4-7, Paryż 1836-1838
5. Skarbiec historii polskiej, przez... t. 1, cz. 1-2, Paryż 1839-1840; t. 2, cz. 1-2, Paryż 1840 (1842); zawartość: dokumenty dot. historii Polski; pamiętniki (J. Kitowicza, t. 1, s. 16–96); wiersze polityczne (konfederacji barskiej i Sejmu Czteroletniego, t. 1, s. 225–236; t. 2, s. 241, 459-467); Bard polski z r. 1795 (A.J. Czartoryskiego), z przedmową J. U. Niemcewicza (t. 1, s. 465–489); wstępy i przypisy wydawcy; rozprawy historyczne (zobacz Ważniejsze dzieła poz. 6, 9)
6. Recueil de documents relatifs à la Russie pour la plupart sevrets et inédits, utiles à consulte dans la crise actuelle t. 1-3, Paryż 1853-1854
7. „Biesiada Krzemieniecka w Paryżu... 1857-1859” zeszyt 1-3, Paryż 1858-1861; (zeszyt 3 wyd. w roku 1861 przygotował Sienkiewicz jeszcze w roku 1859)
8. J. Zamoyski: La Deffaicte de Tartares et de Turcs, faicte par... Nouvelle édition avec notes et à laquelle on a ajouté le discours de Jean Zamoysky tenu à la diète de Varsovie en 1605 et la réponse de Sigismond III, traduits pour la première fois en français, Paryż 1859 (ze wstępem wydawcy).

### Wydania zbiorowe
1. Pisma (t. 1): Prace historyczne i polityczne, Paryż 1862; (t. 2): Prace literackie, Paryż 1864; zawartość t. 1: Ważniejsze dzieła poz. 6-7, 9, 11, a ponadto rozprawy ogłaszane z rękopisów: Uwagi nad historią polską (1836); O zbawieniu Polski przez okrzyknienie króla. Projekt sejmowy (1831); Gazeta dla ludu. Projekt (1830); Gazeta narodowa polska na emigracji. Projekt (1832); Memoriał polityczny (1833); Stan religii w Polscze (1847); Stan edukacji w Polscze (1847); Wstęp do historii Polski (1860) – t. 2: Ważniejsze dzieła poz. 1; Przekłady poz. 1-3, 5-6, 9 oraz przekł. drobnych utworów lub ich fragmentów; Pisma wyd. przez utworzoną z przyjaciół Sienkiewicza komisję (na jej czele stał Bohdan Zaleski), z którą współpracowali synowie pisarza
2. Pisma wierszem, pierwszy raz zebrane i osobno wydane, Kraków 1888; zawartość: wybór z t. 2, poz. 1.

### Listy i materiały
1. Do rodziny z lat 1817–1821, ogł. dr Antoni J. (A.J. Rolle): Listy K. Sienkiewicza z podróży po Europie, „Kronika Rodzinna” 1889; fragm. (26 czerwca 1820 – 19 lipca 1821) przedr. B. Horodyski w: Dziennik podróży..., Wrocław 1953 (zobacz Ważniejsze dzieła poz. 3); rękopisy 2 listów z lat 1817 i 1820 w Bibliotece Jagiellońskiej, sygn. 7961 IV
2. Do A.J. Czartoryskiego z lat 1817–1821, rękopis: Biblioteka Czartoryskich (Archiwum Domowe bez sygn.); fragm. (8 sierpnia 1820 – 21 czerwca 1821) ogł. B. Horodyski jak wyżej poz. 1
3. Do J. Korzeniowskiego 2 listy z lat 1826 i 1853, rękopis: Biblioteka Narodowa, sygn. 2669
4. Do J. S. Bandtkiego z roku 1830, rękopis: Biblioteka Jagiellońska, sygn. 1874; fragm. z rękopisu przytacza W.A. Francew
5. Do N. Puchalskiego z roku 1830, rękopis: Biblioteka Czartoryskich (Archiwum Domowe, sygn. 2395)
6. Do J. Grabowskiego z lat 1840–1849, rękopis: Ossolineum, sygn. 4188/III
7. Do A. Mickiewicza 2 listy z lat 1841–1844, ogł. W. Mickiewicz w: Korespondencja Adama Mickiewicza t. 4, Paryż 1885
8. Do S. E. Koźmiania z roku 1846, rękopis: Biblioteka PAN Kraków, sygn. 2210, t. 13
9. Do Jakuba Malinowskiego z roku 1846, rękopis: Biblioteka Narodowa, sygn. 2925 (3)
10. Do J. Skrzyneckiego z roku 1846, rękopis: Biblioteka Narodowa, sygn. 2408, t. 2
11. Do Aleksandra Grabowskiego z lat 1847 i 1851, rękopis: Biblioteka Narodowa, sygn. 2920
12. Do W. Wielogłowskiego z roku 1849, rękopis: Biblioteka PAN Kraków, sygn. 1830
13. Do Samueli Bécu z 24 lutego 1853, ogł. S. Wasylewski: K. Sienkiewicz i matka Słowackiego, „Ruch Literacki” 1931 nr 1, s. 10–12
14. Korespondencja z J. Lelewelem z lat 1853–1859, 55 listów; wydano pt. Korespondencja Joachima Lelewela z K. Sienkiewiczem, Roczniki Towarzystwa Historyczno-Literackiego w Paryżu. R. 1870-1872, Poznań 1872 i odb.
15. Do K. Lacha Szyrmy z roku 1853 (kopia), rękopis: Ossolineum, sygn. 12158/III, 15 h – do nieznanego adresata z roku 1855, rękopis: Biblioteka Jagiellońska, sygn. 7881 IV
16. Korespondencja z A. Bielowskim z lat 1857–1858, rękopis: Ossolineum, sygn. 2432/II; fragm. listu z 8 maja 1858 ogł. S. Wasylewski: „Klub piśmienniczy” Tymona Zaborowskiego, „Pamiętnik Literacki” rocznik 7 (1908), s. 158
17. Do A.J. Czartoryskiego z lat 1857–1858, rękopis: Biblioteka Czartoryskich (Archiwum Domowe, sygn. 1226)
18. Do J. I. Kraszewskiego z roku 1858, rękopis: Biblioteka Jagiellońska, sygn. 6478 IV
19. Korespondencja z H. Dembińskim z października 1858, wydana pt. Kilka słów o bankiecie dla świętej pamięci Czackiego (polemika listowna między gen. Dembińskim a K. Sienkiewiczem), Paryż (1858)
20. Do K. Lubomirskiego z roku 1859, rękopis: Ossolineum, sygn. 6005/II
21. Do A. E. Koźmiana z roku 1860, rękopis: Biblioteka PAN Kraków, sygn. 2040, t. 1
22. Do A.J. Czartoryskiego, rękopis: Biblioteka Czartoryskich (Archiwum Domowe, sygn. 2573)
23. Do V. Hanki, ogł. W.A. Francew w: Piśma k W. Gankie, Warszawa 1905
24. Od T. Zaborowskiego 3 listy z roku 1816, rękopis: Ossolineum, sygn. 4716/II; fragmenty ogł. S. Wasylewski, „Pamiętnik Literacki” rocznik 7 (1908)
25. Od Ł. Gołębiowskiego z Puław z 10 grudnia 1821, rękopis: Biblioteka Czartoryskich (Archiwum Domowe, brak sygn.) – od A. Czarnockiego brak daty (brulion), rękopis: Biblioteka im. Sałtykowa-Szczedrina w Leningradzie
26. Od K.W. Ehrentrauta 4 listy z lat 1829–1830 oraz brulion odpowiedzi Sienkiewicza, rękopis: Biblioteka Narodowa, sygn. 2907
27. Od H. Błotnickiego z 25 lutego 1832, rękopis: Biblioteka Czartoryskich, sygn. 1378
28. Od A. Klewańskiego z lat 1832–1842 oraz bruliony listów Sienkiewicza, rękopis: Biblioteka Czartoryskich, sygn. Ew. 3212
29. Od J. Słowackiego z 16 kwietnia 1832, ogł. J. Kallenbach: Z pobytu Juliusza Słowackiego w Paryżu 1832 r., „Gazeta Wieczorna” (Lwów) marzec 1917; przedr.: J. Pelc w: Juliusz Słowacki: Dzieła t. 14, Wrocław 1949, s. 53–54, także Wrocław 1952; E. Sawrymowicz w: Korespondencja Juliusza Słowackiego t. 1, Wrocław 1962
30. Od I. Onacewicza, rękopis: Biblioteka Czartoryskich
31. Od Tespezjusza Dubieckiego, rękopis: Ossolineum, sygn. 12158/III 15 c)
32. Dla nauczyciela. Wskazówki napisane z polecenia A.J. Czartoryskiego (instrukcja A.J. Czartoryskiego dla K. Sienkiewicza), rękopisy: Biblioteka Czartoryskich, sygn. 5565-5566; fragmenty ogł. B. Horodyski jak wyżej poz. 1
33. Noty... z podróży 1820-1821 (według hipotezy B. Horodyskiego: noty bibliograficzne), rękopis znajdował się w Bibliotece Narodowej (Różnojęzyczne F. XVIII); zniszczone w roku 1944
34. Projekt wydatków Biblioteki Puławskiej na r. 1824-1825, rękopis: Biblioteka Czartoryskich (Archiwum Domowe)
35. Fragm. dziennika z lat 1850–1851, przytacza W. Mickiewicz w: Żywot Adama Mickiewicza t. 4, Poznań 1895
36. Autograf w: Autografy znakomitych Polaków, rękopis: Ossolineum, sygn. 9871/II.

Wiele materiałów Sienkiewicza zachowano w zbiorach Biblioteki Polskiej w Paryżu.
Bardziej szczegółowa bibliografię jego dzieł zawiera: Spis dzieł wydanych przez Sienkiewicza w: Wydania zbiorowe poz. 1, t. 2; przedr. w poz. 2.